# Gabriele De Toni
Gabriele De Toni (Sandrigo, 20 gennaio 1933) è un ex calciatore italiano, di ruolo difensore.

## Carriera
Cresciuto nel Verona, con cui ha disputato tre campionati di Serie B, nel 1955 è passato alla Roma, società nelle cui file milita per una stagione, scendendo in campo in una sola occasione, contro l'Inter.
Dal 1956 al 1960 ha giocato con il Cagliari, totalizzando 85 presenze in Serie B.
Nell'aprile 1961 si trasferisce in Canada per giocare con il Montréal Concordia, club della NSL. Con il club di Montréal ottenne il secondo posto nella regular season del campionato 1961, non partecipando poi ai playoff per il titolo.